# Пирес, Диого
Диого Жозе Пирес (порт. Diogo José Pires; 18 декабря 1981, Сорокаба, Бразилия) — бразильский футболист, полузащитник.

## Биография
Выступал за бразильский «Сан-Паулу», где играл вместе с Клебером, Кака и Жулио Баптистой. После выступал за «Унион Барбаренсе». Летом 2005 года перешёл в чешскую «Млада Болеслав», в команде провёл 6 матчей в чемпионате Чехии сезона 2005/06. 3 февраля 2006 года подписал трёхлетний контракт со львовскими «Карпатами». В клубе играл его соотечественник, бразилец Батиста. В команде в Первой лиги Украины дебютировал 14 марта 2006 года в матче против симферопольского «ИгроСервиса» (1:1), Пирес вышел на 67 минуте вместо Максима Фещука. В сезоне 2005/06 «Карпаты» заняли 2 место в Первой лиге и вышли в Высшую лигу, Диого сыграл 10 матчей. После играл на родине за «Санту-Андре». Летом 2008 года перешёл на правах свободного агента в братиславский «Слован» где отыграл два года, также играл в аренде за Петржалка, после вернулся на родину в Бразилию где и завершил карьеру футболиста.

## Достижения
- Серебряный призёр Первой лиги Украины (1): 2005/06

## Личная жизнь
Женат, семья живёт в Сан-Паулу. Хобби — карты и интернет. Его отец — Валдир Перес, знаменитый футболист.